# 伯斯蒂
伯斯蒂（Basti），是印度北方邦伯斯蒂县的一个城镇。总人口106985（2001年）。

## 人口
该地2001年总人口106985人，其中男性56813人，女性50172人；0—6岁人口14231人，其中男7527人，女6704人；识字率68.59%，其中男性为74.47%，女性为61.95%。